# Egzarchat
Egzarchat – typ jednostki kościelnego podziału administracyjnego występujący w wielu Kościołach prawosławnych oraz katolickich Kościołach wschodnich.
Termin ten wywodzi się z Cesarstwa Bizantyjskiego, gdzie egzarchami tytułowani byli namiestnicy cesarscy najważniejszych prowincji. Współcześnie mianem egzarchatu najczęściej określa się obszar położony poza głównym terenem działania danego Kościoła, poddany władzy kanonicznej przedstawiciela patriarchy, noszącego tytuł egzarchy. Na przykład w Stanach Zjednoczonych tytuły egzarchów nosi znaczna część prawosławnych hierarchów.

## Katolickie Kościoły wschodnie
W katolickich Kościołach wschodnich egzarchaty stanowią odpowiedniki rzymskokatolickich wikariatów apostolskich (z kolei odpowiednikami diecezji są eparchie). Prawo ich ustanawiania oraz mianowania egzarchów mają patriarchowie poszczególnych obrządków:

Terytorium Kościoła, którym rządzi Patriarcha, rozciąga się na te regiony, w których jest zachowywany ryt właściwy dla tego Kościoła, a Patriarcha ma zgodnie z prawem nabyte uprawnienie do erygowania prowincji, eparchii oraz egzarchatów.

## Egzarchaty w katolickich Kościołach wschodnich

### Kościół melchicki
- Egzarchat apostolski Argentyny
- Egzarchat apostolski Wenezueli (melchicki)

### Kościół maronicki
- Egzarchat apostolski Kolumbii

### Kościół katolicki obrządku ormiańskiego
- Egzarchat apostolski Ameryki Łacińskiej i Meksyku

### Kościół katolicki obrządku syryjskiego
- Egzarchat apostolski Wenezueli (syryjski)
- Egzarchat apostolski Kanady

### Kościół katolicki obrządku bizantyjsko-ukraińskiego
- Egzarchat apostolski Niemiec i Skandynawii
- Egzarchat apostolski Włoch

### Kościół katolicki obrządku bizantyjsko-rusińskiego
- Egzarchat apostolski Republiki Czeskiej

### Grecki Kościół katolicki
- Egzarchat apostolski Grecji
- Egzarchat apostolski Istambułu

### Kościół katolicki obrządku bizantyjsko-rosyjskiego
- Egzarchat apostolski Rosji
- Egzarchat apostolski Harbinu (Chiny)

## Egzarchaty podległe arcybiskupowi większemuKościoła katolickiego obrządku bizantyjsko-ukraińskiego
- -     - Egzarchia doniecka
    - Egzarchia charkowska
    - Egzarchia odeska
    - Egzarchia krymska
    - Egzarchia łucka

## Egzarchaty patriarsze

### Kościół melchicki
- -     - Egzarchat patriarszy Kuwejtu
    - Egzarchat patriarszy Iraku

### Kościół katolicki obrządku syryjskiego
- -     - egzarchat patriarszy Basry i Kuwejtu
    - egzarchat patriarszy Jerozolimy
    - egzarchat patriarszy Turcji

### Kościół maronicki
- -     - egzarchat patriarszy Jerozolimy i Palestyny
    - egzarchat patriarszy Jordanii

### Kościół katolicki obrządku ormiańskiego
- -     - egzarchat patriarszy Damaszku
    - Egzarchat patriarszy Jerozolimy i Ammanu